# والتر جيما
والتر جيما محرك طائرة شعاعي تشيكوسلوفاكي، مكون من 9 أسطوانات ويُبرد بالهواء.

صُنع المحرك وطُور في بداية ثلاثينيات القرن العشرين بواسطة شركة محركات والتر للطائرات ‏.

## التطبيقات

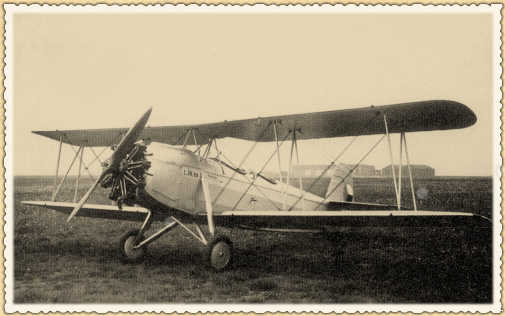
طائرات براجا إي 39

استُخدم المحرك في الطائرات التالية:
- نوري ديميراج نو دي 36  [لغات أخرى]‏
- براجا إي-39  [لغات أخرى]‏

## محركات معروضة
تُعرض نسخة  محفوظة من محرك والتر جيما للعامة في متحف الطيران الفنلندي ‏.

## المواصفات

### مواصفات عامة
- النوع: محرك طائرة شعاعي مكون من 9 أسطوانات ويُبرد بالهواء.
- السعة: 9.35 لتر (570.6 بوصة مكعبة).

### المكونات
- سلسة صمامات: صمام دخول وصمام عادم لكل أسطوانة.
- نظام الوقود: مكربن زينيث.
- نوع الوقود: بنزين.
- نظام التبريد: تبريد بالهواء.

### الأداء
- القدرة الناتجة: 165 حصان (123 كيلو وات).

## مزيد من القراءة
- Gunston, Bill. World Encyclopedia of Aero Engines. Cambridge, England. Patrick Stephens Limited, 1989. ISBN 1-85260-163-9